# Wahlen 1827
◄ | 1823 | 1824 | 1825 | 1826 | Wahlen 1827 | 1828 | 1829 | 1830 | 1831 | ► | ►►

Weitere Ereignisse
Die Liste der Wahlen 1827 umfasst Parlamentswahlen, Präsidentschaftswahlen, Referenden und sonstige Abstimmungen auf nationaler und subnationaler Ebene, die im Jahr 1821 weltweit abgehalten wurden.
Das damalige Wahlrecht entsprach typischerweise nicht den Wahlrechtsgrundsätzen der direkten, geheimen und gleichen Wahl. Zeittypisch waren oft nur kleine Teile der Bevölkerung wahlberechtigt, ein Frauenwahlrecht war nicht gegeben.

## Termine
| Land                   | Datum     | Link zur Wahl 1827                     | Link zur letzten Wahl | Bemerkung  |
| ---------------------- | --------- | -------------------------------------- | --------------------- | ---------- |
| Schwarzburg-Rudolstadt | bis April | Landtagswahl in Schwarzburg-Rudolstadt | 1821                  | Erste Wahl |